# Hélio Gracie
Hélio Gracie (Belém, 1 de octubre de 1913-29 de enero de 2009) fue un artista marcial brasileño creador de Gracie jiu-jitsu, considerado uno de los fundadores del moderno jiu-jitsu brasileño, junto con Luiz França y Oswaldo Fadda, y una de las principales figuras del panorama marcial de Brasil. Fue padre de Rickson, Royler, Royce, Relson, Rolker, Robin, Rorion Gracie y Emanuelle Gracie.

## Biografía

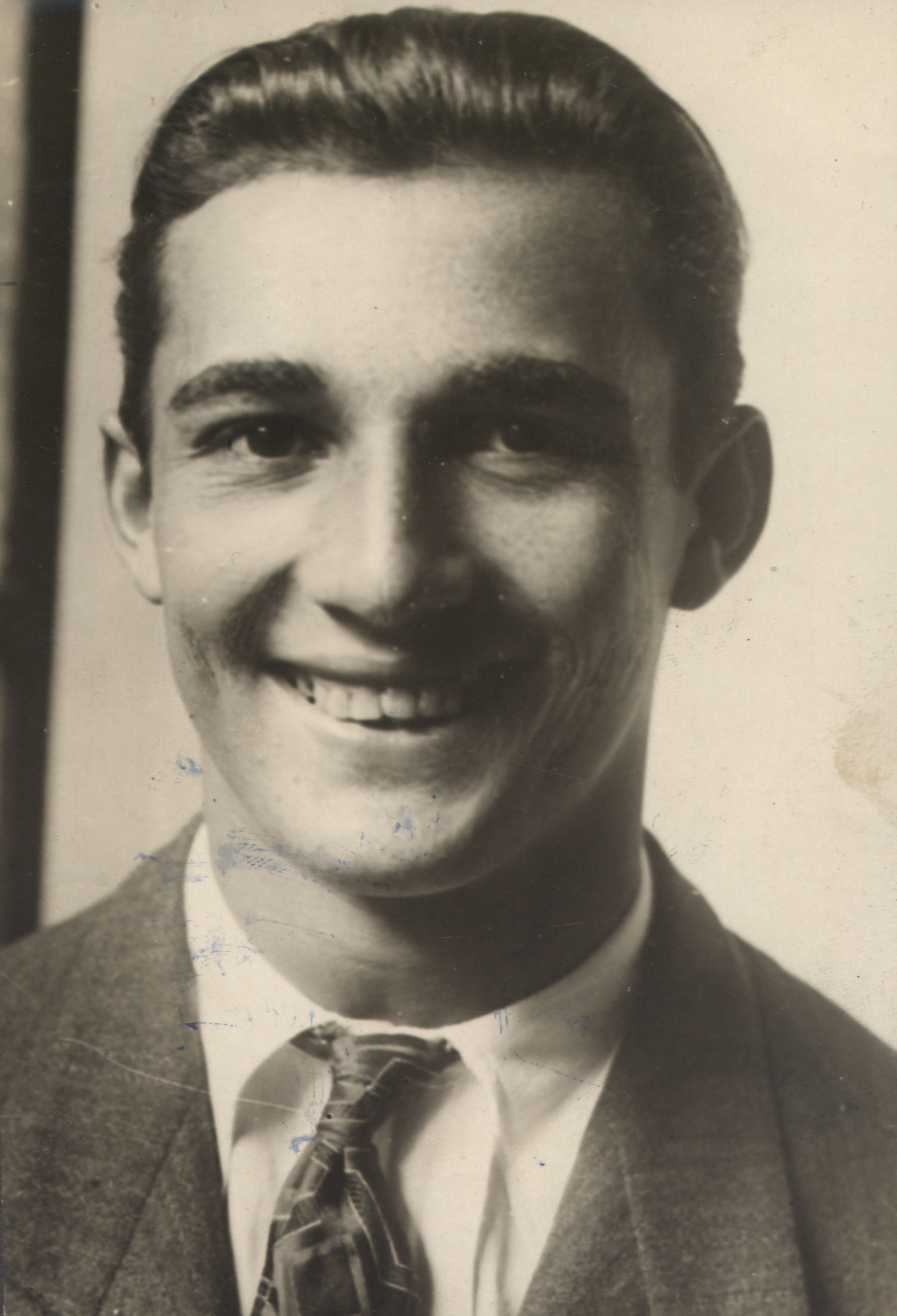
Hélio Gracie, 1932.

Hélio fue uno de nueve hermanos y hermanas, entre ellos Carlos y George Gracie, artistas marciales que habían entrenado con el maestro Mitsuyo Maeda y su aprendiz Donato Pires en el arte del judo (por entonces llamado Kano jiu-jitsu).Sin embargo, su contacto con el jiu-jitsu sería a los 16 años, después de mudarse a vivir con sus hermanos Carlos y George. Hélio aprendió el arte con ellos, y solidificó su talento para él en un episodio en que sustituyó a Carlos como profesor personal de Mario Brandt, ejecutivo del Banco Brasil, con tal éxito que se dice que Brandt solicitó a Carlos que fuera Hélio quien le instruyera en adelante. Un año después, Hélio pisó el ring de vale todo por primera vez ante el boxeador Antonio Portugal, al que derrotó por llave de brazo en pocos segundos, iniciando así su carrera.
Buscando probar la efectividad de su arte, Helio incluso llegó a retar a Joe Louis, mítico campeón mundial de pesos pesados de boxeo en los años 40, pero el excampeón no aceptó el reto. Helio combatió entonces por todo Brasil, en innumerables torneos, concursos y peleas sin reglas, logrando importantes victorias que lograron que su arte marcial fuera reconocido como de alta efectividad.
En mayo de 1955, Hélio luchó contra su antiguo estudiante Waldemar Santana, al que había expulsado de su escuela por desacuerdos de trabajo. El Gracie resultó derrotado por una brutal patada al mentón, pero no sin luchar incansablemente durante tres horas y cuarenta y cinco minutos en lo que quedó registrado como la pelea más larga de la historia, y su última pelea de vale tudo.

### Kimura contra Gracie
En julio de 1951, Masahiko Kimura y dos de sus compañeros de la escuela Kodokan, Toshio Yamaguchi (cinturón negro sexto dan) y Yukio Kato (cinturón negro quinto dan) recibieron un desafío lanzado por Hélio. Este les retó a un combate siguiendo las reglas del "Desafío Gracie", es decir, una contienda de grappling sin límite de tiempo y con inconsciencia o rendición como únicas condiciones de victoria. La ausencia de osaekomi o ippon (sistema por puntos) hacía que estas reglas pusieran la lucha en contra de los tres judocas, pero éstos aceptaron el reto.

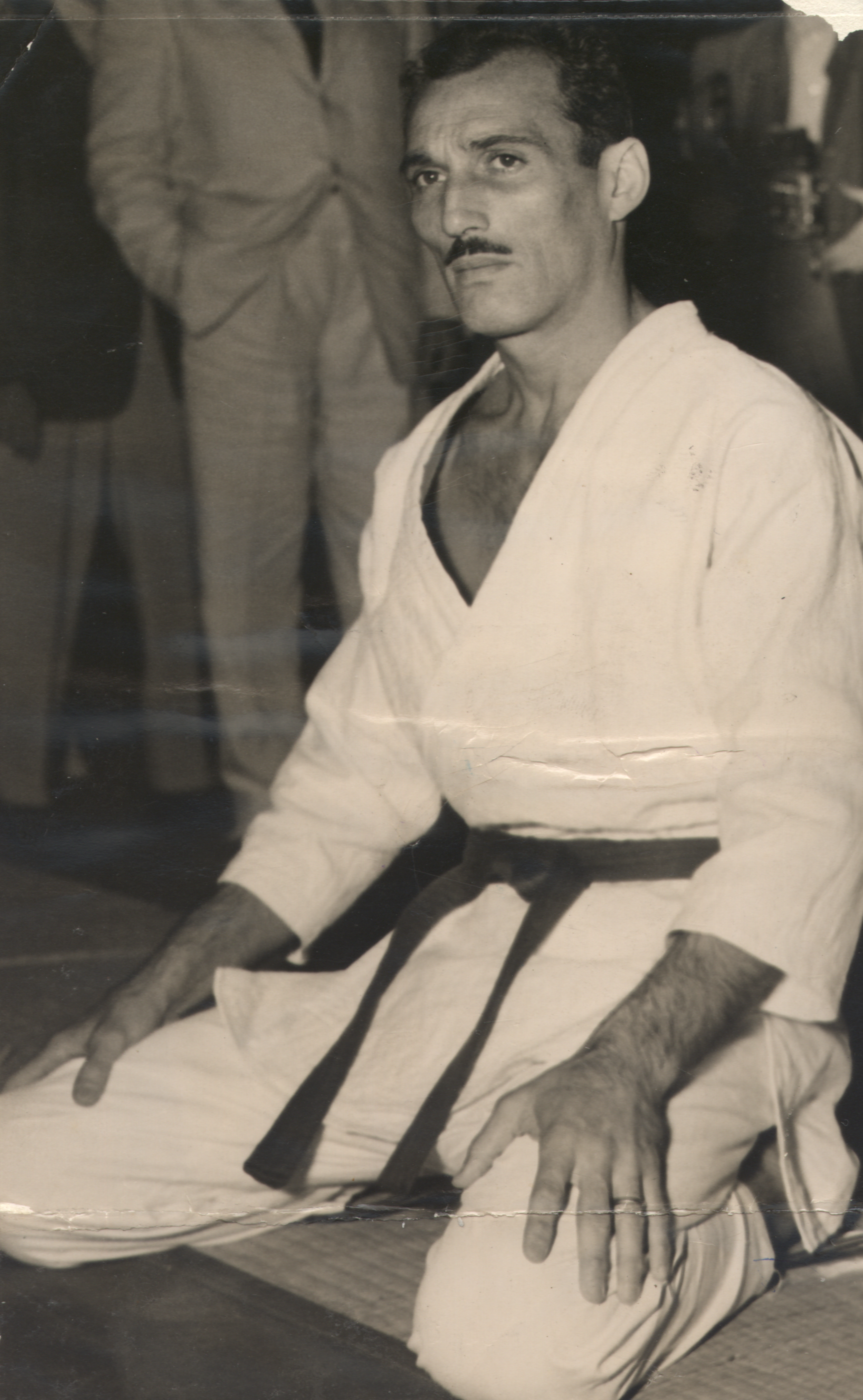
Hélio Gracie, 1952.

Kato fue el primer en combatir contra Hélio, teniendo dos luchas contra él. La primera fue en el estadio Maracana de Río de Janeiro, que acabó sin resultado. La revancha se llevaría a cabo en Sao Paulo, en el estadio Ibirapuera, y recibió mucho más seguimiento por la prensa. En ella, el japonés lanzó a Gracie varias veces, pero el tatatmi era demasiado blando y sus proyecciones no lograban noquear a Hélio, quien realizaba constantemente ukemiwaza para evitar ser dañado. Media hora más tarde, un cansado Kato seguiría intentando incapacitar a Gracie, derribándole con un osoto gari y procediendo a intentar estrangularle con una juji-jime; ambos cayeron del ring y tuvieron que ser reposicionados dentro. Sin embargo, el brasileño también aplicó una estrangulación de gi desde debajo de él, y tras tres o cuatro minutos, el japonés cayó inconsciente. Masahiko intervino para detener la contienda, y la victoria le fue otorgada a Hélio. Según fuentes, Hélio sólo habría conseguido su llave gracias a la caída y a un mal posicionamiento por parte del árbitro. Sea como fuere, por causa de esta derrota la fama del trío de judocas empezó a decaer, y la población japonesa de Brasil habló duramente contra ellos, mientras los brasileños celebraban y los aprendices de los Gracie paseaban un ataúd por la ciudad simbolizando la caída de Kato. Por su parte, Hélio propuso continuar con el desafío y que el siguiente en luchar fuera Yamaguchi, el cual se tomó tiempo para planificar una estrategia de lucha, pero su combate con Gracie nunca ocurriría, ya que entonces Kimura solicitaría competir en su lugar.

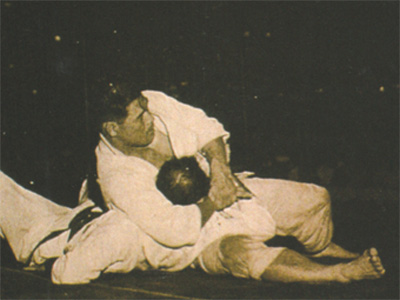
Fotografía de la lucha entre Kimura y Gracie.

El combate se llevó a cabo en el Maracaná ante una audiencia de 20000 personas, incluyendo el presidente de Brasil Getúlio Vargas. La expectación era tal que, según una fuente, Kimura había sido advertido por la embajada japonesa de que no sería bienvenido en Japón si perdía el combate. Llegando al estadio, Kimura fue recibido con una lluvia de huevos crudos por parte de los brasileños y una nueva burla con un ataúd, pero el japonés no se dejó amedrentar y dio comienzo al combate. Hélio intentó derribarle con osoto gari y kouchi gari, pero fueron ineficaces. Kimura, por su parte, le proyectó espectacularmente con o uchi gari, harai goshi, uchi mata y ippon seoi nage, pero al igual que con la lucha contra Kato, la lona era demasiado blanda y de nuevo Hélio fue capaz de evitar ser noqueado, por los lanzamientos. Masahiko empezó a pensar en una estrategia para finalizarle y llevó a Hélio al suelo, cubriéndole con kuzure-kami-shiho-gatame y yoko-shiho-gatame. Hélio pareció incapaz de respirar, pero aguantó por varios minutos, hasta que intentó deshacer la estrangulación con un brazo. En ese momento Kimura apresó la extremidad y la retorció en un ude-garami. El brasileño no se rindió, de modo que Kimura siguió haciendo girar el brazo hasta que el hueso se rompió, dejando oír un crujido en el silencioso estadio. Como Hélio seguía sin rendirse, Masahiko no dejó de retorcer su brazo, fracturándolo de nuevo. Entonces, cuando Kimura se disponía a darle una vuelta más, el rincón de Gracie tiró la toalla, y Kimura fue declarado ganador del combate, que había durado 13 épicos minutos. Una turba de japoneses entró en el cuadrilátero y lanzó a Kimura por los aires en celebración, mientras los Gracie se retiraban para tratar el brazo de Hélio.
El resultado de esta batalla fue la elevación de Kimura a héroe nacional de Japón y uno de los artistas marciales modernos más importantes. La llave que utilizó para vencer, el ude-garami, fue bautizado con el nombre de "Kimura lock" o simplemente "Kimura" por parte de los practicantes de jiu-jitsu brasileño, en honor al hombre que había derrotado a su máximo exponente.
Este combate, sin embargo, no está exento de polémica. Contrariamente a la creencia popular, Kimura nunca afirmó que si Hélio durase más de tres minutos con él debería ser considerado el ganador de la lucha, una frase que probablemente le fue atribuida por la prensa brasileña, pero sí afirmó en su autobiografía que admiró la voluntad y el coraje de Hélio. También está en entredicho la afirmación de los Gracie de que Kimura llevaba una ventaja de 30kg sobre Hélio, siendo más aproximada a la realidad una referencia posterior que habla de 15kg, mientras que la biografía de Masahiko lista la diferencia como sólo 8kg; de hecho, el brasileño era un palmo más alto que Masahiko. Así mismo, se ha hablado de coreografía o algún grado de cooperación por parte de Kimura para hacer el combate más emocionante. Georges Mehdi, que presenció la lucha, afirma que los dos contendientes jugaron flojamente durante su mayor parte, y en una entrevista con Yoshinori Nishi en 1994 el propio Hélio Gracie admitió que en realidad había caído inconsciente bajo el peso de Kimura mucho antes del final de la lucha, pero que había sido liberado por el japonés para continuar la batalla.
Según Karl Gotch, quien fue íntimo amigo de Kimura, el yudoca nunca llegó a tener en mucha estima al posterior "Gracie Jiu-Jitsu" y a sus practicantes, pero sí consideró a Hélio un artista marcial notable.

## Vida personal
Hélio estuvo casado tres veces, siendo padre de 9 hijos. En abril de 2000, Gracie afirmó: "Nunca he amado a ninguna mujer porque el amor es una debilidad, y yo no tengo debilidades".

## Fallecimiento
Helio Gracie falleció a la edad de 95 años. Fue enterrado en su casa, en la ciudad de Petrópolis, Brasil. Le suceden numerosos nietos e hijos, uno de los cuales, Rorion, es el fundador original del concepto del Ultimate Figthing Championship.